# 손재학 (1961년)
손재학(孫在學, 1961년 11월 20일 ~ , 부산)은 대한민국의 공무원이다. 해양수산부 차관을 지내고, 국립해양박물관 관장이다.

## 학력
- 1979년 : 부산동성고등학교 졸업
- 1986년 : 부산수산대학교 자원생물학 학사
- 1999년 : 국방대학원 국제관계학 석사
- 2007년 : 부경대학교 대학원 해양산업경영학 박사

## 경력
- 1986.05 ~ 1996.03 : 수산청 수산사무관
- 1996.03 ~ 1997.01 : 해양수산부 수산서기관
- 2001.08 ~ 2004.08 : 주미 대한민국 대사관 주재관
- 2004.08 : 해양수산부 어업교섭과장
- 해양수산부 어업정책과장
- 2005.11 : 해양수산부 수산정책국장
- 해양수산부 국제협력관
- 2008.03 : 농림수산식품부 어업자원관
- 농림수산식품부 외교안보연구원
- 2011.02 ~ 2011.09 : 국립수산물품질검사원 원장
- 2011.09 ~ 2012.03 : 농림수산식품부 수산정책관
- 2012.03 ~ 2013.03 : 국립수산과학원장
- 2013.03 ~ 2014.08 : 해양수산부 차관
- 2014.02 ~ 2014.03 : 해양수산부 장관 권한대행
- 2014.10 ~ : 부경대학교 석좌교수
- 2015.04 ~ 2018.07 : 국립해양박물관 관장

## 수상
- 2008년 : 홍조근정훈장

| 전임 (농림수산식품부 제2차관)오정규 (국토해양부 제2차관)주성호 | 초대 해양수산부 차관 2013년 3월 25일 ~2014년 8월 3일 | 후임 김영석 |

| 전임 윤진숙 | 해양수산부 장관 권한대행 2014년 2월 6일 ~ 2014년 3월 5일 | 후임 이주영 |